# Santa Elena (Honduras)
Santa Elena (uit het Spaans: "Sint-Helena") is een gemeente (gemeentecode 1216) in het departement La Paz in Honduras. De gemeente grenst aan El Salvador.
Het dorp hoorde eerst bij de gemeente Yarula. Vanaf het jaar 1701 zijn er geschriften uit het gebied bekend. De inwoners zijn vooral Lencas. In 1885 kochten de bewoners voor 2000 zilverstukken het land om er een eigen gemeente te kunnen stichten.
Het dorp ligt aan de rivier Santa Elena, ten noorden van de Río Negro, dicht bij de grens met El Salvador. Het klimaat en de grond zijn gunstig voor de landbouw. Er wordt vooral maïs verbouwd.

## Rotstekeningen
Bij de rivier Torola ligt een grot die Los Gigantes ("De reuzen") of La Pintada ("De beschilderde") genoemd wordt. Hierin bevinden zich prehistorische rotstekeningen. De grot werd gebruikt als schuilplaats door jagers, verzamelaars, krijgers en handelaars.
De tekeningen stellen vooral menselijke figuren, dieren, handen en spiralen voor. De verf is gemaakt van natuurlijke kleurstoffen als ijzerroest, indigo, orleaan en karmijn. Deze werden vermengd met het vet en de merg van dieren. De kleuren zijn wit, oker, rood-oranje, blauw en bruin-zwart.
Plaatselijke bewoners brengen toeristen tegen betaling naar de grot. De tekeningen worden echter af en toe door vandalen beschadigd. Er is een roep om de grot als cultureel erfgoed te beschermen.

## Bevolking
De bevolking is als volgt verdeeld:
| Vrouwen | 6481 | 50,2% |
| Mannen  | 6423 | 49,8% |

## Dorpen
De gemeente bestaat uit acht dorpen (aldea), waarvan de grootste qua inwoneraantal: Soloara (code 121607).